# アガサ・オール・アロング
『アガサ・オール・アロング』(Agatha All Along) は、マーベル・コミックの『アガサ・ハークネス』を題材に、ジャック・シェイファーがDisney+オリジナルドラマとして制作するアメリカ合衆国のテレビミニシリーズ。
『ワンダヴィジョン』(2021) のスピンオフ作品であり、マーベル・スタジオが製作するマーベル・シネマティック・ユニバース (MCU) のテレビシリーズ15作品目。2024年9月19日配信予定。初回2話同時リリース。

## あらすじ
ウェストビューの戦いでワンダ・マキシモフ/スカーレット・ウィッチの手によって魔力を奪われ、おせっかいな一般人"アグネス"として生きることを強いられていた魔女アガサ・ハークネス。スカーレット・ウィッチが邪悪な魔術書ダークホールドと共にこの世を去ったことで魔法が解けかけていたところに因縁を持つ魔女リオが介入し、記憶を取り戻す。アガサの死を望むリオから逃れ、失った魔力を取り戻そうとするアガサのもとに、謎の少年が現れ、突破すれば望みが叶うという伝説の魔女の道の試練を共に乗り越えることを提案される。一笑に付すアガサだったが、少年の身元がシジルと呼ばれる魔術で秘匿されていることを知ると態度を変え、魔女団を結成し道に挑むことに同意する。
二人は魔法薬の専門家ジェニファー・ケール、元警察官で魔女のアリス・ウー・ガリバー、占いの魔女リリア・コルデルー、そして人数合わせとこじつけで招集したミセス・ハートことシャロン・デイヴィスと共に、古くから伝わる"魔女の道のバラッド"を唱え、試練へと突入する。

## 登場人物 / キャスト
アガサ・ハークネス
演 - キャスリン・ハーン、日本語吹替 - 林真理花
セイラムで魔女裁判が起きた時代から生き続ける本物の"魔女"。
スカーレット・ウィッチに力を奪われたうえで偽の記憶を植え付けられていた。ワンダが消えた後は力を取り戻し頂点に返り咲くため、魔女団を結成する。謎の少年との邂逅を経て、かつて自身が唯一制覇した伝説の「魔女の道」へと踏み出す。
本作ではワンダヴィジョンで描かれなかったバックボーンが明確になり、魔女の世界において、同族から嫌悪されていること、ダークホールド欲しさに我が子を差し出したという噂、そして望みを叶える「魔女の道」への挑み方を知り、生きて突破した唯一の魔女であることが伝えられている。
かつて死そのものであるデスと深い関係にあり、本来は死産に終わるはずだった実子ニコラス・スクラッチをデス（＝死の運命）から逃がすために魔女から力を奪って旅をしていた。ニコラスが病没してからは、ニコラスが作った歌「魔女の道のバラッド」をもとに「魔女の道」をでっちあげ、力を求める魔女を罠に嵌め強大な力を得ていた。後にダークホールドを手にしてからは堕落し、デスと激しい対立関係に陥ってしまった。
「魔女の道」を突破した後、覚醒したビリーの力の一部を譲り受けデスと戦うものの力及ばず、ビリーを犠牲に生き延びようと画策したもののニコラスの名を出されたことで翻意し、ビリーを生かすために自ら死を選ぶ。その後は幽霊となってビリーのもとに現れ彼のメンターとなる。
真実を語った際に激高したビリーによって消滅させられそうになってしまうが、あらゆる手段を講じて死から逃れられようとした理由として「死んだ息子に合わせる顔が無いから」と本心を伝え、ビリーと和解する。
少年(ティーン) / ウィリアム・カプラン / ビリー・マキシモフ
演 - ジョー・ロック、日本語吹替 - 観世智顕
アガサの前に現れた謎の少年。
ワンダの魔法にかけられ混乱していたアガサの前に現れ呪文を解き、以降はアガサに付きまとう。正体を話そうとすると謎の力に拒まれ誰にも正体が分からなくなっている。魔法の存在や伝説について詳しく、自身もパワーが欲しいという理由でアガサらと共に「魔女の道」を目指す。
本名をウィリアム・カプランといい、魔法とは関係のない普通の少年だった。ある時点で時を越えた占いの魔女によって他の魔女から正体を秘匿する"シジル"をかけられた。13歳の時にウェストビューの近くで事故にあった際にその精神が死亡し、同時に肉体を失ったビリー・マキシモフの精神がほぼ記憶喪失の状態で乗り移り、ビリーの能力を持った記憶のない少年となっていた。
自身のアイデンティティを探すために奔走し、かつてウェストビューで起きた事件を知るラルフとの対話を経てアガサに接触、自身と共に望みを叶える「魔女の道」へ向かうよう懇願する。
本来「魔女の道」はアガサがでっちあげた虚構だったが、ビリー自身が知らぬ間に魔法によってその空間を作り上げており、アガサはこのことからビリーの正体にいち早く気づき、それに乗っかる形で道を進んでいた。
リオ・ヴィダル / デス
演 - オーブリー・プラザ、日本語吹替 - 魏涼子
アガサと深い因縁がある"緑の魔女"。
ワンダの魔法に掛けられ混乱しているアガサの前に現れ、時折不穏な言葉を囁き彼女が目を覚ます手助けをした。アガサが目を覚ました後、彼女の家に押し入り戦闘するが、アガサの説得によって一時的に刃をおろす。その後"セイラム・セブン"に居場所を伝えたから日没には会うことになる、と告げアガサの前から姿を消した。その後、シャロンが死亡したことにより、数を合わせる為に召集された。
その正体は原初の"緑の魔女"にして宇宙のルールそのものであるコズミック・エンティティーズの一人、死を司る「デス」。かつてアガサと深い関係にあったものの、その息子ニコラスが死産に終わりデスのものになる（死ぬ）ことは避けられず、対立する。結局デスは逃れられないと警告しつつ二人に6年という短い猶予期間を与えた後、病気になったニコラスの前に現れ、自然の法則よって自身のものとしている。
その後はアガサを手中に収めようと暗躍するが、すぐにビリー・マキシモフが死者のルールを破って第二の人生を得たことを知り、その性質上ビリーを手に入れるためにはアガサの協力が必須であることから、一時的にアガサと手を組む。最終的にアガサかビリーのどちらかを差し出すよう要求し、ビリーを守ってその身を差し出したアガサをついに手に入れている。
ジェニファー・ケール
演 - サシェア・ザマタ、日本語吹替 - 和優希
"ケール・ケア"というスキンケアショップを運営している元魔女。アガサとは会ったことがあるようで、彼女が現れた際には「二度と顔を合わせないように避けていたのに」と苦言を漏らした。詐欺まがいの商法で使用者に健康被害が出ていると訴訟を受けている。呪いを受け魔法が使えなくなっているようで、呪いを解くためにアガサらと共に「魔女の道」を目指す。
長い間魔法からは遠ざかっていたものの魔法薬の知識は健在であり、道の試練においては解毒薬を的確に調合し、様々な理由で救命が間に合わなかったシャロンを除き魔女団を救った。
本人は長い間知らなかったものの依頼を受けたアガサによって魔力を奪われており、試練の最後でアガサからその事実を聞かされた後、彼女自身の計らいによって失った魔力を取り戻した。これによってビリーを除く魔女団の中で唯一生き残った魔女となった。
アリス・ウー・ガリバー
演 - アリ・アン、日本語吹替 - 堀井千砂
魔女の血筋に生まれた"ローナ・ウー"の娘。ウェストビュー・モールで働いている。母親が魔女の道で死亡したと噂があり、「母親の死の真相を知りたくないか」とアガサに迫られ彼女らと共に「魔女の道」を目指す。
道では2番目に試練を受けており、保護の魔女としてアリスの血筋を呪い続けてきた悪魔と対峙する。この戦いで保護の呪文としてローナが遺したバラッドを演奏した結果、悪魔を滅ぼすことに成功している。
その後はアガサの試練において、エヴァノラの霊からアガサを救い出すために攻撃した結果、アガサの能力によってその力をすべて吸収されてしまい、命を落とす。
リリア・コルデルー
演 - パティ・ルポーン、日本語吹替 - 小宮和枝
450歳を超える魔女。占いの力を持つ。
売れない占い師として生きており、店から立ち退き依頼が出ている。「悲劇を正しく予言しただけで村から追い出された」と過去の出来事を漏らし魔女の道への誘いを断るが、自身の占いにより魔女の道へ行くべき4人の名前の中に自分の名前が出現。アガサらと共に「魔女の道」を目指す。
若いころから時折時間を越えており、その結果正確に未来を予言したり、記憶に欠落が生じていた。最初にアガサが訪問した時にもこの現象が再発していた。3年前にウィリアム・カプランを占った際に彼が2つの人生を歩むことを予言しており、その後で時間を超越して彼に対し他の魔女から存在を秘匿する"シジル"を掛けた。
占いの魔女の試練においてリオの正体と自身の過去・未来・現在を正確に占って突破した後は全員に対して助言を与え、迫りくるセイラム・セブンと対峙し、天井に大量の剣がぶらさがった部屋を魔法でひっくり返して全員を道連れにして死亡した。
シャロン・デイヴィス(ハート夫人)
演 - デブラ・ジョー・ラップ、日本語吹替 - 定岡小百合
ウェストビューに住む老婦人。かつてワンダの魔法で「ハート夫人」として彼女の作った役柄を演じさせられていた。リリアの予言に書かれていた黒い「ハート」を意図的に隠したアガサが、こじつけと数合わせで招集したため参加。何が何だか分からないままアガサらと共に「魔女の道」を目指す。その後、最初の試練で最初に毒薬を飲んだ結果、わずかな差で解毒剤が間に合わず死亡する。
エディ
演 - マイルズ・グティエレス、日本語吹替 - 三宅貴大
ウィリアム・カプランのボーイフレンド。彼に対して深い愛情を抱いており、ウィリアムが自身のアイデンティティを告白した際はそれを受け入れ、支えることを決意している。
レベッカ・カプラン
演 - マリア・ディッジア、日本語吹替 - ちふゆ
ウィリアムの母。
ジェフ・カプラン
演 - ポール・アデルスタイン、日本語吹替 - 加藤亮夫
ウィリアムの父。
ヴェルティゴ
演 - オクウィ・オクポクワシリ
かつてアガサに母を殺害された魔女たちによって結成された魔女団「セイラム・セブン」を束ねる。セイラム・セブン全員がアガサを激しく憎悪しており、ウェストビューを経由して開かれた「魔女の道」に入り、執拗にアガサを追跡する。
ラルフ・ボーナー
演 - エヴァン・ピーターズ、日本語吹替 - 吉野裕行
かつてアガサ・ハークネスに操られピエトロ・マキシモフを演じさせられた男。
アガサに操られていた際のことを「テレビを通して制御できない自分自身を見ている」と表現し、人質を取ったり、幼い双子に悪影響を与えたり、挙句犬に毒を盛ったりと様々な悪事をさせられた結果、罪悪感で気が触れてしまっている。
自身の過去を求めて接触したウィリアムに対し、金銭を見返りに過去の出来事と顛末を話した。アガサ・ハークネスに対しては強い嫌悪感を抱いており、結果的にそれがウィリアム＝ビリーとアガサを引き合わせることになる。
ニコラス・スクラッチ
演 - アベル・リセンコ、日本語吹替 - 髙橋輝
アガサ・ハークネスの実子。故人。
生まれる前から死の運命にあったものの、アガサの懇願によってデスがわずかに時間を与えたため、病弱ながらこの世に生を受けた。アガサは子供に対し魔法で作ったのではなく「ゼロから作った(from scratch)」ことからニコラス・スクラッチと名付けた。
アガサは生き残るために他の魔女を犠牲にして旅をすることを選んでおり、ニコラスもそれに従っていた。しかしその途中、森の中でアガサと共に眠っていた夜に病によってこの世を去る。デスは自らのものにする前にニコラスに別れを告げるチャンスを与え、最後に母にキスをして死後の世界へと向かった。
その後、ビリー・マキシモフが作り上げた「魔女の道」においてウィジャ盤を通して現れ、アリス・ウー・ガリバーの魔力を奪おうとしていたアガサに止めるよう呼び掛けているが、結果的に間に合わなかった。
アガサとの旅路で口ずさんだ歌が"魔女の道のバラッド"の原型であり、少しずつ改変されて魔女の世界に浸透した結果、「魔女の道」の伝説とともにアガサの力の源となった。

## 製作

### 題名
「Agatha: House of Harkness」「Agatha: Coven of Chaos」「Agatha The Darkhold Diaries」「Agatha」「Agatha: The Lying Witch Great Wardrobe」と複数回、題名を変えている。プロデューサーのブラッド・ウィンダーバウムは、本作のタイトルは最初から「アガサ・オール・アロング」で決定しており、他のタイトルは視聴者を混乱させるためのフェイクだったと述べている。